# Stackyard Green
Stackyard Green är en by (hamlet) i Suffolk, sydöstra England, nära Milden.